# Trần Kiện Phong
Trần Kiện Phong có tên tiếng Anh là Sammul Chan (sinh ngày 04 tháng 5 năm 1978 tại Triều Châu, Trung Quốc) là một nam diễn viên truyền hình-diễn viên điện ảnh, ca sĩ, DJ kiêm người dẫn chương trình nổi tiếng người Hồng Kông gốc Trung Quốc. Anh từng là diễn viên độc quyền của hãng TVB.

## Tiểu sử
Trần Kiện Phong tên khai sinh là Trần Ân Diệu. Trần Kiện Phong sinh ra và lớn lên trong gia đình có truyền thống theo đạo Thiên Chúa, ba anh là người truyền đạo, mẹ là y tá, còn chị gái là cảnh sát, anh là con út trong gia đình. Vì gia đình anh vốn hiếm muộn con trai, nên khi anh ra đời, ba mẹ đã đặt tên là Trần Ân Diệu, có nghĩa là món quà do Thượng đế ban tặng cho gia đình họ Trần. Vì thế, tuổi thơ của Kiện Phong trải qua những ngày tháng tại nhà thờ và tham gia dàn đồng ca tại nhà thờ cũng như cùng gia đình đi đến những buổi truyền đạo. Mặc dù, gia đình không có ai theo nghệ thuật, nhưng Trần Kiện Phong lại có hứng thú với âm nhạc và diễn xuất.

## Sự nghiệp
Trước khi gia nhập làng giải trí, Trần Kiện Phong từng làm cứu hộ sinh ở bãi biển mấy năm. Vì tên thật của anh - Trần Ân Diệu - trong tiếng Quảng Đông lại đồng âm với tên của một nghệ sĩ nổi tiếng, để tránh bị xem là ăn theo tên tuổi của người khác, nên sau khi nổi danh, anh đã đổi tên là Trần Kiện Phong.
Trần Kiện Phong khởi nghiệp với vai trò một DJ cho đài Metro Broadcast Corporation Limited từ năm 1997 với cái tên thật của mình là Trần Ân Diệu, mặc dù đa phần lúc đó người ta gọi anh là Sammul. Trước đó, Trần Kiện Phong chưa từng nghĩ đến việc gia nhập làng giải trí cho đến khi tình cờ anh nghe trên đài radio FM cần tuyển một DJ, nên anh đã rủ bạn học của mình đi phỏng vấn. Thế nhưng, kết quả bạn của anh rớt, còn anh thì đậu. Và thế là anh trở thành DJ bất chấp sự phản đối của gia đình. Trở thành DJ, Kiện Phong đã được bầu chọn là " DJ đẹp trai nhất Hồng Kông ", cái tên Trần Kiện Phong bắt đầu được chú ý nhiều hơn.
Trước khi trở thành diễn viên, Trần Kiện Phong còn tham gia đóng video clip minh họa cho các nghệ sĩ, ca sĩ Hồng Kông. Trần Kiện Phong được chú ý đến nhờ một video clip minh họa cho Trương Quốc Vinh. Hiện nay, dù đã có tên tuổi trên màn ảnh truyền hình, nhưng Trần Kiện Phong vẫn đắt show với vai trò MC trên radio và là người chủ trì tiết mục truyền hình của TVB.
Từ năm 1997 đến năm 1999, anh ký hợp đồng với ba hãng thu âm để phát hành album, nhưng tất cả đều không thành công. Anh đã ghi âm một album tiếng Phổ thông ở Đài Loan, nhưng vì hãng đĩa có vấn đề nên cuối cùng album không phát hành.
Năm 1999, sau khi ký hợp đồng quản lý với công ty giải trí của Ivy, đồng thời hợp tác đóng phim với hãng TVB, anh bắt đầu chính thức gia nhập làng giải trí Hoa ngữ với cái tên là Trần Kiện Phong và bắt đầu đóng phim truyền hình.
Trần Kiện Phong bắt đầu sự nghiệp là một MC cho các chương trình và show giải trí của hãng truyền hình TVB từ năm 1999 đến 2004. Sau một số vai phụ, Trần Kiện Phong tạo được sự chú ý của TVB và được giao vai chính đầu tiên trong phim Ngọn lửa trắng (2001). Sau đó, chỉ trong năm 2002, Trần Kiện Phong bắt đầu nổi tiếng khi được giám chế nổi tiếng Lý Thiếm Thắng mời góp mặt trong hai bộ phim là Bao la bầu trời (vai cậu ấm Donald) và Quy luật sống còn (vai chàng luật sư trẻ tuổi háo thắng Vincent). Trong đó, bộ phim Quy luật sống còn được xem là một chế tác truyền hình lớn trong năm 2003 của TVB. Cũng chính nhờ bộ phim này mà tên tuổi của Trần Kiện Phong được nhắc đến nhiều cùng các nam diễn viên trẻ khác. Cả hai bộ phim này đều đạt được tỷ suất bạn xem đài cao và có mặt trong 10 phim truyền hình và chương trình hay nhất do NEXT TV AWARDS bình chọn năm 2003.
Tuy nhiên ngay sau đó, khi TVB có ý định mời anh ký hợp đồng để trở thành diễn viên chính thức của đài và trở thành con cưng của đài, anh đã có quyết định táo bạo là không ký hợp đồng độc quyền với TVB, mà quyết định chọn vai để đóng vì anh không muốn bị đóng khung vào một loại vai diễn. Thế là sau đó, anh có hàng loạt những hình tượng từ vai chính diện đến phản diện và đều được người xem đón nhận mặc dù anh là người ngoài cuộc của đài.
Năm 2009, anh tham gia vai chính Lưu Hằng hợp diễn cùng ngôi sao Đài Loan Lâm Tâm Như cùng hàng loạt mỹ nữ của điện ảnh Trung Hoa như: Dương Mịch,Tôn Phi Phi... trong bộ phim cổ trang " Mỹ nhân tâm kế", một trong những dự án lớn nhất của truyền hình trung ương Trung Quốc do Vu Chính làm đạo diễn kiêm biên kịch, với chi phí đầu tư hơn 500 triệu tệ.
Đúng như dự đoán, bộ phim bom tấn "Mỹ nhân tâm kế" khi phát sóng lần đầu tại đài truyền hình Thượng Hải vào tháng 3 năm 2010 đã đạt được tỷ suất bạn xem đài rất cao, kéo theo đó là làn sóng hâm mộ hoàng đế Lưu Hằng - Trần Kiện Phong và hoàng hậu Đậu Y Phòng - Lâm Tâm Như. Trên mạng Sina, nhiều fan hâm mộ đã bình chọn Kiện Phong là "vị hoàng đế đẹp trai nhất trong lịch sử", Tâm Như là "hoàng hậu xinh đẹp nhất trong lịch sử".
Thành công của " Mỹ nhân tâm kế "đã giúp anh tạo được tiếng vang lớn và có chỗ đứng vững chắc tại Đại Lục. Vừa qua, tại cuộc bình chọn thường niên mang tên "Thời trang cuộc sống" do báo Đông Phương và mạng viễn thông China Unicom phối hợp tổ chức tại Trung Quốc, Trần Kiện Phong nhận được giải thưởng nghệ sĩ có biểu hiện xuất sắc.
Mới đây nhất tại giải thưởng Seoul Drama Awards 2010, anh được bình chọn giải thưởng Nam diễn viên được yêu thích nhất tại khu vực Trung Quốc, và đứng thứ hai trong cuộc bình chọn dành cho ngôi sao được yêu thích nhất tại khu vực Hoa ngữ chỉ sau Lâm Tâm Như.

## Những phim tham gia

### Truyền hình
| Năm  | Tên phim                            | Vai                                                         | Bạn diễn                                                            | Ghi chú |
| ---- | ----------------------------------- | ----------------------------------------------------------- | ------------------------------------------------------------------- | --- |
| 1999 | Side Beat                           | Choi                                                        |                                                                     | Episode 2                                                                                                   |
| 1999 | A Kindred Spirit                    | –                                                           |                                                                     | Episode 1102 (Uncredited)                                                                                   |
| 1999 | Witness to a Prosecution            | Lau Wah                                                     |                                                                     | Episodes 17, 21                                                                                             |
| 2000 | Lực lượng phản ứng II               | Tim                                                         |                                                                     | Episode 25                                                                                                  |
| 2000 | Incurable Traits                    | Young General                                               |                                                                     | |
| 2000 | Crimson Sabre                       | –                                                           |                                                                     | (Uncredited)                                                                                                |
| 2001 | Ỷ Thiên Đồ Long Ký                  | A Tam                                                       | Lê Tư, Ngô Khải Hoa, Xa Thi Mạn...                                  | Episodes 15–17, 21–22                                                                                       |
| 2001 | Cuộc đời tươi đẹp                   | Ken Quách Khải Bang                                         | Trần Hạo Dân, Diệp Tuyền...                                         | |
| 2002 | Ngọn lửa trắng                      | Dung Đức Cơ                                                 | Xa Thi Mạn...                                                       | |
| 2003 | Quy luật sống còn                   | Vincent Trác Vỹ Danh                                        | Lâm Phong, Hồ Hạnh Nhi, Liêu Bích Nhi...                            | |
| 2003 | Bao la bầu trời                     | Donald Vạn Hạo Thông                                        | Ngô Trấn Vũ, Ngô Trác Hy, Mã Đức Chung, Trần Tuệ San, Diệp Tuyền... | |
| 2003 | Thiếu gia vùng Tây Quan             | Tsang Kwok-bong                                             | Trương Trí Lâm, Xa Thi Mạn...                                       | |
| 2004 | Giấc mộng hiệp sĩ                   | Bồ Quang                                                    | Ôn Triệu Luân, Dương Di...                                          | |
| 2004 | Đội hành động liêm chính 2004       | Minh                                                        | Trương Trí Lâm...                                                   | Episode: "Abuse of Power"                                                                                   |
| 2004 | Supreme Fate                        | Sammul                                                      |                                                                     | Episode: "Sister's Pride"                                                                                   |
| 2005 | Sư Phụ tôi là Hoàng Phi Hồng        | Lương Khoan                                                 | Huỳnh Tông Trạch, Mã Quốc Minh, Lý Thể Hoa...                       | được đề cử — TVB Awards - giải nam diễn viên tiến bộ nhất                                                   |
| 2005 | Cảnh sát                            | Lý Bách Kiều                                                | Miêu Kiều Vỹ, Ngô Trác Hy, Tiết Khải Kỳ, Dương Di...                | Được đề cử — TVB Awards - giải nam diễn viên tiến bộ nhất                                                   |
| 2005 | Người đàn ông gan dạ                | Đổng Phi                                                    | Ngô Trác Hy, Nguyên Hoa, Cái Minh Huy                               | |
| 2005 | Người phát ngôn giỏi luật           | Dick Trình Học Cần                                          | Uông Minh Thuyên, Hạ Vũ, Hồ Hạnh Nhi...                             | |
| 2006 | Lý lẽ con tim                       | Lâm Gia Tín                                                 | Trịnh Thiếu Thu, Đường Ninh, Tô Ngọc Hoa...                         | Đề cử — TVB Awards dành cho nam diễn viên tiến bộ nhất                                                      |
| 2006 | Phụng Hoàng Lâu                     | Uông Dục Lân (Đời nhà Thanh) Thượng Nhất Cát (Đời hiện đại) | Xa Thi Mạn, Mã Đức Chung...                                         | Đề cử — TVB Awards dành cho nam diễn viên tiến bộ nhất Đề cử — TVB Awards - nam diễn viên phụ xuất sắc nhất |
| 2006 | Trăm mưu ngàn kế                    | Từ Phong / Mao Trí / Diệp Hớn Vinh                          | Từ Tử San, Huỳnh Tông Trạch, Dương Tư Kỳ...                         | Đề cử — Astro Drama Awards cho giải thưởng vai phản diện đáng nhớ nhất                                      |
| 2007 | Cảnh sát II: Cảnh sát mới ra trường | Cảnh sát Lý Bách Kiều                                       | Ngô Trác Hy, Quách Thiện Ni, Dung Tổ Nhi...                         | Phần tiếp theo của Cảnh sát                                                                                 |
| 2007 | Sở lưu hương truyền kỳ              | Nguyệt Lượng Đại Vương (khách mời)                          | Chu Hiếu Thiên, Hồ Tịnh...                                          | |
| 2007 | Quy luật sống còn II                | Vincent Trác Vỹ Danh                                        | Mã Quốc Minh, Quan Ân Na, Lý Thi Hoa...                             | Phần tiếp theo của Quy luật sống còn                                                                        |
| 2008 | Cách cách cuối cùng                 | Ôn Lương Ngọc                                               | Hoắc Tư Yến, Đường Ninh, Nghiêm Khoan...                            | |
| 2008 | Thiếu niên tứ đại danh bổ           | Thôi Lược Thương / Truy Mệnh                                | Lâm Phong, Ngô Trác Hy, Mã Quốc Minh, Từ Tử San, Lý Thi Hoa...      | |
| 2008 | Mai khôi giang hồ                   | Minh Thiếu Khanh                                            | Chung Hán Lương, Hoắc Tư Yến, Tôn Phi Phi...                        | |
| 2009 | Cảnh sát III: Học cảnh truy kích    | Thanh tra Lý Bách Kiều                                      | Miêu Kiều Vỹ, Ngô Trác Hy, Châu Hải Mỵ...                           | Phần tiếp theo của Cảnh sát mới ra trường                                                                   |
| 2009 | Vương lão hỗ cướp vợ                | Châu Văn Tân                                                | Tiền Gia Lạc, Tô Ngọc Hoa, Hồ Định Hân...                           | |
| 2009 | Đội hành động liêm chính 2009       | Nhân viên điều tra Trần Gia Minh                            | Trương Trí Lâm, Đường Ninh...                                       | Episode: "Public, Private, Car"                                                                             |
| 2010 | Mỹ nhân tâm kế                      | Lưu Hằng                                                    | Lâm Tâm Như, Dương Mịch, Tôn Phi Phi, Thích Vy...                   | Nam diễn viên Hoa Ngữ được yêu thích nhất - Seoul Drama Awards 2010                                         |
| 2010 | Yên Vũ Tà Dương                     | Trương Thừa Ân                                              | Dương Tuyết, Đồng Lệ Á, Huỳnh Văn Hào                               | |
| 2010 | Cú lội ngược dòng                   | Glenn Diệp Tích Lương                                       | Hạ Vũ, Ngũ Vịnh Vy, Dương Tư Kỳ, Đường Thi Vịnh                     | |
| 2011 | Sóng gió vương triều                | Mã Tam Bảo / Trịnh Hòa                                      | Mã Đức Chung, Tạ Thiên Hoa, Từ Tử San...                            | |
| 2011 | Loạn thế giai nhân                  | Hạ Thiên                                                    | Đường Yên, La Tấn, Diệp Đồng, Lạc Ứng Quân...                       | Nam diễn viên Cảng Đài được yêu thích nhất - LetTV 2011                                                     |
| 2011 | Thời đại hoàng kim của thặng nữ     | Lý Hảo                                                      | Vương Lệ Khôn, Trịnh Hy Di...                                       | |
| 2011 | Tài thần Hữu Đạo                    | Sài Hữu Đạo                                                 | Chung Hân Đồng, Phàn Thiếu Hoàng, Hà Trác Ngôn...                   | |
| 2011 | Sưu Thần Ký                         | Phúc Tinh / Tiểu Ngốc                                       | Trần Tử Hàm, Đàm Diệu Văn...                                        | |
| 2012 | Thiên tài Weibo                     | Hàn Tử Tĩnh                                                 | Chương Linh Chi, Lữ Lương Vỹ, Trần Tư Hàn...                        | |
| 2012 | Nước mắt nữ nhân                    | Ngũ Liêm Sơn                                                | Mục Đình Đình, Khấu Chấn Hải...                                     | |
| 2012 | Mười hai đồng tiền vàng             | Dương Hoa                                                   | Nguyên Bưu, Đào Hân Nhiên...                                        | |
| 2012 | Đội hành động liêm chính 2012       | Trần Gia Minh                                               | Ngô Vũ Phi...                                                       | |
| 2012 | Mỗi người đều có một bí mật         | Bắc Vũ Đồng                                                 |                                                                     | |
| 2013 | Phong hỏa giai nhân                 | Đỗ Doãn Đường                                               | Thư Sướng, Kiều Chấn Vũ, Ngô Đại Dung, Lý Quốc Lân...               | Nam diễn viên chính xuất sắc nhất - Lễ trao giải Thâm Quyến 2014                                            |
| 2013 | IT Hành Giả                         |                                                             |                                                                     | Đài RTHK (Hongkong)                                                                                         |
| 2013 | Hắc động                            |                                                             |                                                                     | Đài RTHK (Hongkong)                                                                                         |
| 2014 | Anh hùng phong Thần Bảng            | Khương Tử Nha                                               | Trương Hinh Dư, Lý Y Hiểu, Khương Hồng, Hà Ngạn Nghê...             | Phần 1 và Phần 2                                                                                            |
| 2014 | Nho lâm ngoại sử                    | Từ Thiên Hữu                                                | Phan Việt Minh, Triệu Viên Viện...                                  | |
| 2015 | Thiết huyết quân ca                 | Cao Sướng                                                   | Đào Hân Nhiên...                                                    | |
| 2015 | Đồng mưu giả                        | Lôi Minh                                                    | Đỗ Nhược Khê...                                                     | |
| 2015 | Người lạ chung đường                | Lục Gia Hạo                                                 | Cao Lộ, Khấu Chấn Hải...                                            | |
| 2016 | Hội Quần Anh                        | Tăng Đình Phương                                            | Tôn Diệu Kỳ...                                                      | |
| 2016 | Mỹ nhân như ngọc kiếm như hồng      | Ôn Nghĩa                                                    | Bạch Băng, Vu Ba, Lý Trí Nam...                                     | |
| 2016 | Thiên khuyết ca của chúng ta        | Phó Dật Tắc                                                 | Giả Thanh...                                                        | |
| 2016 | Nhân gian hữu tình                  | Bác sĩ Lý                                                   |                                                                     | Đài RTHK (Hongkong)                                                                                         |
| 2016 | Dưới chân núi sư tử                 | Phương Tử Tuấn                                              | Vệ Thi Nhã                                                          | Đài RTHK (Hongkong)                                                                                         |
| 2016 | Dị chiến                            | Lý Vân Mộ                                                   | Lý Mạn                                                              | |

### Điện ảnh
- The Young Ones (1999)
- Phantom Call (2001)
- From Ashes to Ashes (2001)
- The Avenging Fist (lồng tiếng Quảng Đông) (2001)
- Shadow (2002)
- Man Suddenly in Black(khách mời) (2003)
- Color of the Loyalty (2005)
- New Born (2005)
- iSir (2005)
- 200 Pounds Beauty(lồng tiếng Quảng Đông) (2007)
- Turning Point (2009) (khách mời)

## Âm nhạc
- "Contact Lense Hero" (隱形眼鏡俠)
- "Spinning" (旋旋轉)
- "Surrounded" (左擁右抱)
- "Same Space" (同等的空間)
- "Saving This Moment" (留住這時光)
- "Bicycle" (單車) – bản gốc do Trần Dịch Tấn trình bày
- "The Stronger, the Braver" (愈強越勇) – Olympic Six Stars
- "My Pride" (我的驕傲) – Olympic Six Stars
- "Riding Winds, Plowing Waves" (乘風破浪) – Olympic Six Stars
- "Suddenly" (來去豁然) – Olympic Six Stars
- "Clicked You" (CLICK中你)
- "New Friend" (新朋友)
- "Strong" (強) – The Academy (學警雄心) Sub-theme, bản gốc do Quách Phú Thành trình bày
- "Child, Let Me Love" (孩子‧讓我愛) – New Born (天地孩兒) theme song
- "True Hero" (真心英雄) – Guts of Man (肝膽崑崙) theme song
- "Unwilling" (捨不得)
- "Storm" (風暴) – The Four (少年四大名捕) theme song
- "Black and White Variation" (黑白變奏) – E.U. (學警狙擊) theme song
- "Legalized Bride Theft" (合法搶親) – A Bride for a Ride (王老虎搶親) theme song
- "Schemes of a Beauty" (美人心計) – Meiren Xinji (美人心計) Cantonese theme song, song ca với Hồ Hạnh Nhi.

## Giải thưởng
TVB Anniversary Awards
- Nam diễn viên tiến bộ nhất—đề cử cho Bar Benders, Maiden's Vow (2006)
- Nam diễn viên phụ xuất sắc nhất—đề cử cho Maiden's Vow (2006)
- Nam diễn viên tiến bộ nhất—đề cử cho The Academy, Wong Fei Hung: Master of Kung Fu (2005)

Các giải thưởng khác 
- Men's Uno - diễn viên của năm 2003
- Giải thưởng tạp chí Esquire - nam diễn viên triển vọng (2008)
- Nghệ sĩ ăn mặc đẹp nhất - tạp chí Esquire (2008)
- Nam nghệ sĩ xuất sắc nhất 2009 - giải thưởng "tuần báo Thượng Hải" thường niên trao tặng
- Nghệ sĩ có biểu hiện xuất sắc - đề cử cho Mỹ nhân tâm kế (2010)
- Nam diễn viên được yêu thích nhất - đề cử cho Mỹ nhân tâm kế (2010)